# Bílá skála (Žďárské vrchy)
Bílá skála je skalní útvar a zároveň stejnojmenná přírodní památka jeden kilometr východně od Devíti skal u turistické značky směrem na Křižánky. Chráněné území, které leží v katastrálním území Sněžné na Moravě v okrese Žďár nad Sázavou v kraji Vysočina, je v péči AOPK ČR – regionálního pracoviště Správa CHKO Žďárské vrchy.

## Předmět ochrany
Přírodní památka se nachází na území Chráněné krajinné oblasti Žďárské vrchy. Předmětem ochrany je význačný, málo narušený rulový skalní útvar, který je hnízdištěm vzácného ptactva. Jedná se o 28 metrů vysoký a cca 60 metrů dlouhý mrazový srub, vzniklý mrazovým zvětráváním v období pleistocénu. Součástí chráněného území o celkové rozloze 3,18 ha jsou též přilehlé lesní porosty.

### Vegetace
Převážnou část okolních porostů tvoří kulturní smrčina, kterou místy doplňuje buk lesní, bříza bělokorá a jeřáb obecný. V bylinném patře lze nalézt metličku křivolakou, brusnici borůvku, kapraď osténkatou a ojediněle též bukovník kapraďovitý. Chráněné území, především severní stěna skály, je pozoruhodné především z bryologického hlediska, neboť zde bylo nalezeno 19 různých druhů mechorostů včetně několika horských druhů. Jedná se o druhy jako omšenka ohrnutá (Anastrepta orcadensis), rohozec trojlaločný (Bazzania trilobata), ploník zanedbaný (Polytrichastrum pallidisetum), baňatka Starkeova (Sciuro-hypnum starkii), pěknice plstnatá (Trichocolea tomentella) nebo drobná játrovka drobnička Hampeova (Cephaloziella hampeana).

## Dostupnost
Bílá skála se nachází na konci pásma rulových skalních bloků, které se táhne v délce 1150 metrů směrem na severovýchod od Devíti skal, nejvyššího vrcholu Žďárských vrchů. Kolem severozápadního okraje chráněného území prochází modře značená turistická cesta, která vede z Křižánek na Devět skal a dále do Herálce. Bílá skála je využívána horolezecky, nachází se zde několik lezeckých cest. Horolezecká činnost je zde povolena pouze bez použití magnézia, a to v době od 1. července do 31. prosince příslušného roku.

## Galerie

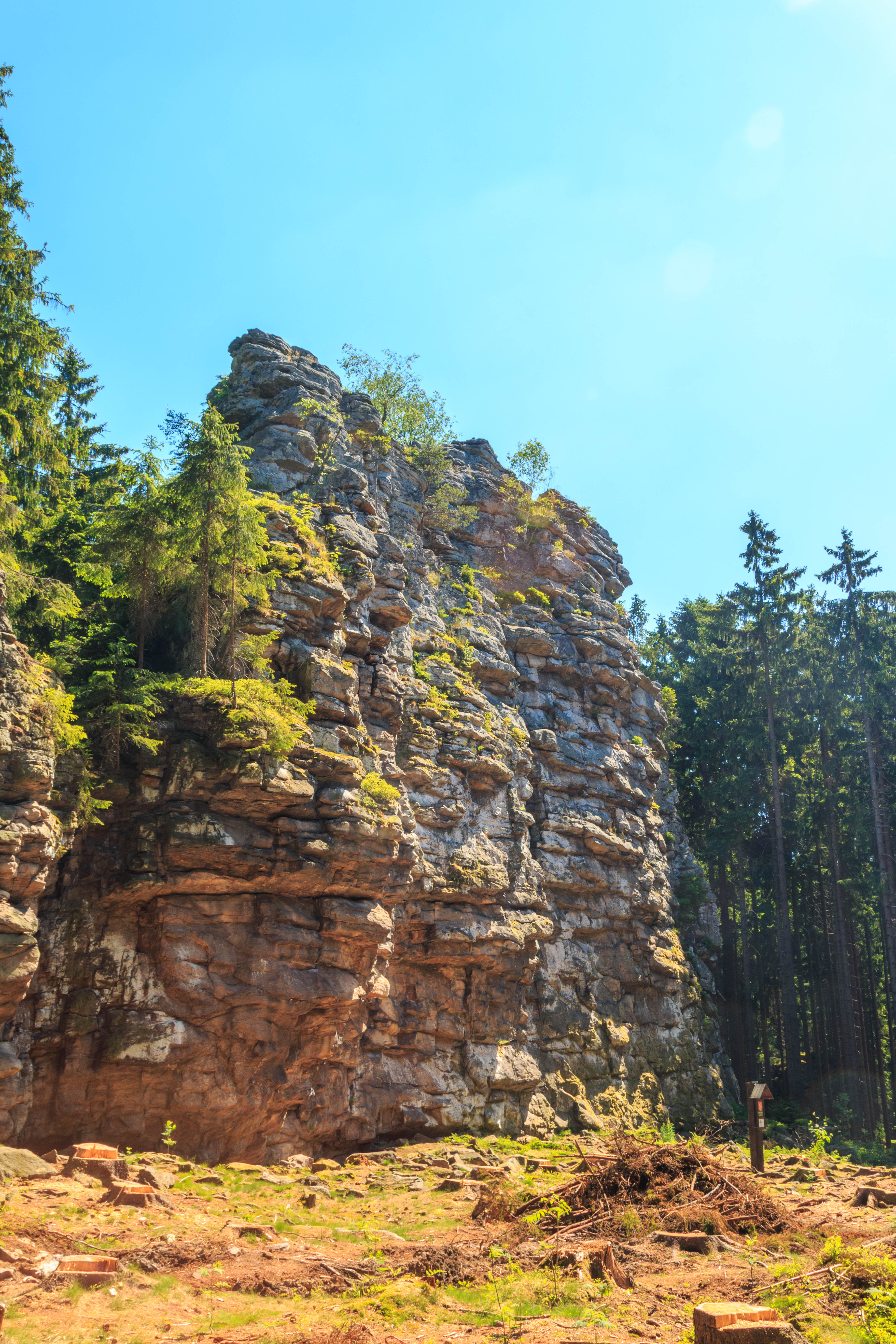
Bílá skála
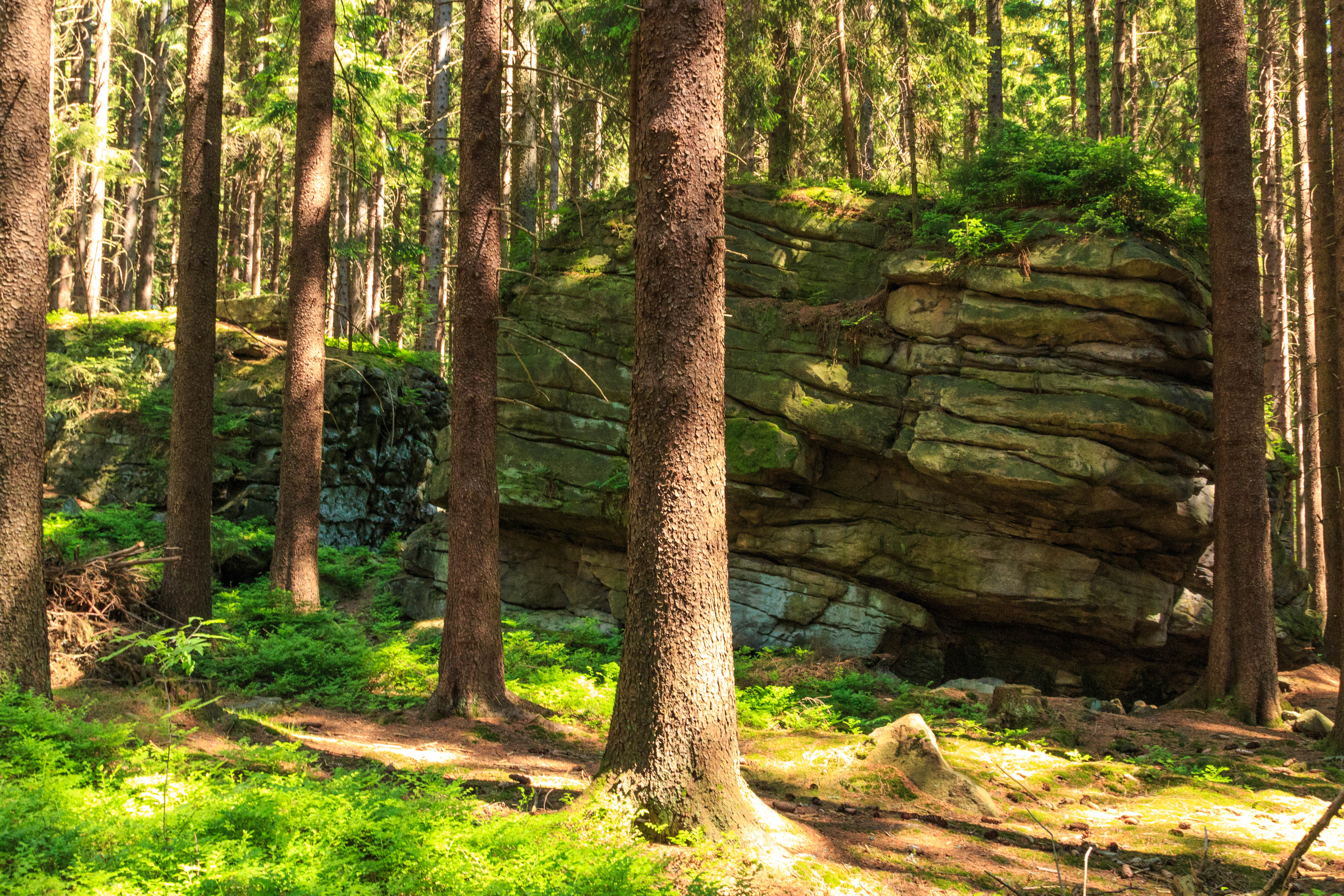
Sousední skála
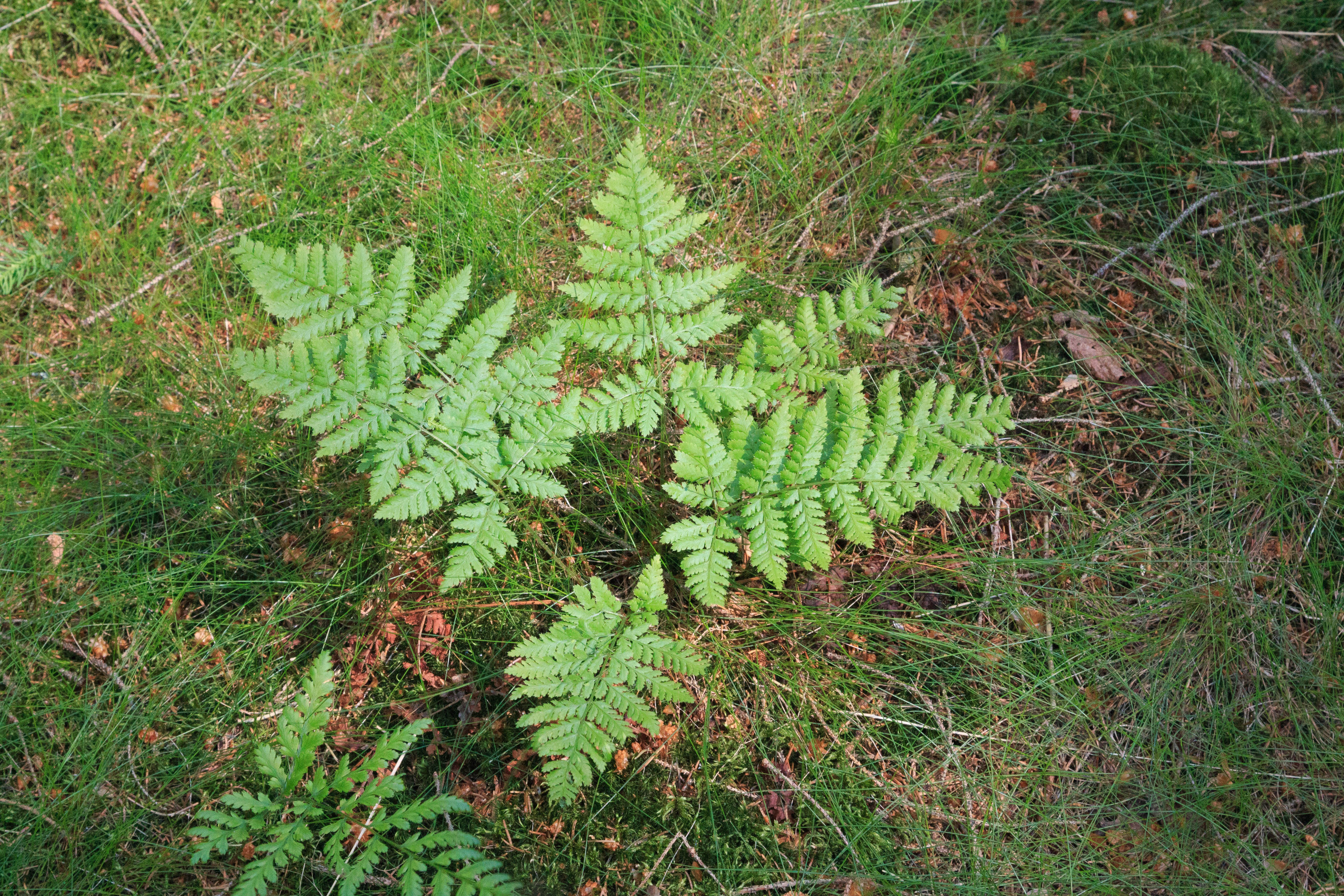
Kapradiny v lese u Bílé skály
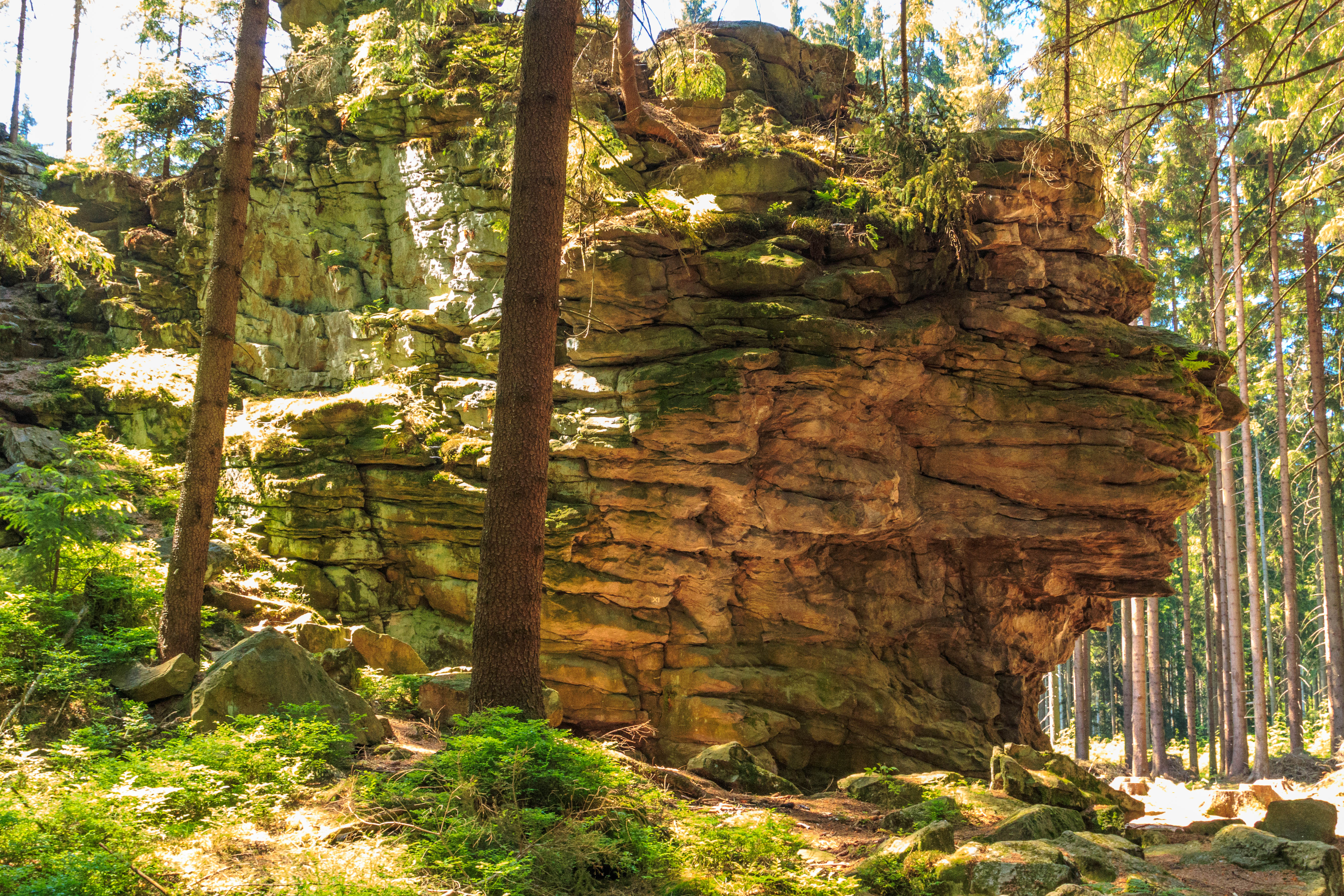
Bílá skála
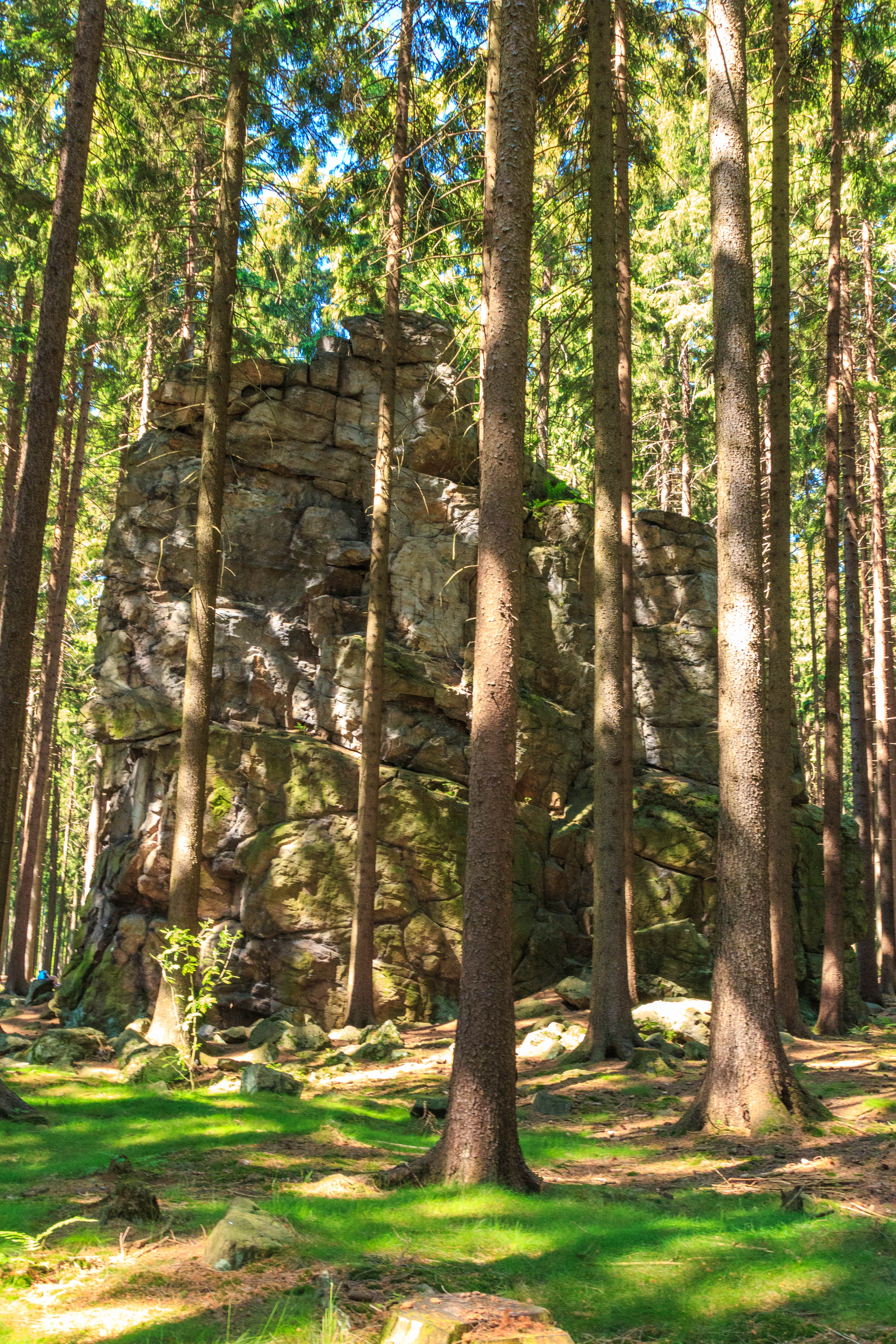
Skála u turistické značky